# Jieho Lee
Jieho Lee (in coreano 이지호) (New York, 1973) è un regista statunitense, di origine sudcoreana.

## Biografia
Dopo essersi laureato in economia all'Università di Harvard come compromesso con i genitori (i quali altrimenti non gli avrebbero permesso di diventare regista senza che si fosse procurato la possibilità di scegliere altre strade più sicure del cinema), inizia la sua carriera nel 1999 con il cortometraggio  A Nursery Tale, con il quale nel 2000 vince 2 premi al Florida Film Festival, il premio speciale della giuria, e il Kodak Cinematography Award come miglior cortometraggio.
Il 29 aprile 2006 si sposa con l'attrice coreana Min Kim, e nello stesso anno inizia le riprese del suo secondo film The Air I Breathe, ingaggiando un cast composto di attori piuttosto celebri: Forest Whitaker, Sarah Michelle Gellar, Andy García, Brendan Fraser, Kevin Bacon e Julie Delpy. La pellicola è presentata nel 2007 al Tribeca Film Festival e viene apprezzata notevolmente dalla critica. Il film partecipa anche al Tourin in festival e anche qui Jieho Lee riceve il premio speciale della giuria.
Nel 2008 ha partecipato alla produzione del film Alien Raiders, diretto da Ben Rock.

## Filmografia
- A Nursery Tale (2000)
- The Air I Breathe (2007)
- Alien Raiders di Ben Rock (2008)